# Міттерфельс
Міттерфельс (нім. Mitterfels) — громада в Німеччині, розташована в землі Баварія. Підпорядковується адміністративному округу Нижня Баварія. Входить до складу району Штраубінг-Боген. Центр об'єднання громад Міттерфельс.
Площа — 14,23 км2. Населення становить 2829 ос. (станом на 31 грудня 2020).